# Limhamn kalkbrud
Limhamn kalkbrud (svensk: Limhamns kalkbrott) er et af Nordeuropas største dagbrud. Det er 1.300 meter langt og 800 meter bredt med en dybde på 65 meter. Kalkbruddet ligger i bydelen Limhamn-Bunkeflo i Malmø.
Der er to slags kalksten i bruddet. Øverst ligger et 15 m tykt lag københavnkalksten og derunder endnu tykkere lag af limhamnkalksten. Det nederste lag blev dannet i et tropisk hav for 65-61 millioner år siden. I kalkstenen findes fossiler af koraler, krokodiller og hajtænder.
Dagbruddet blev indviet 1866, men kalkudvinding forekom i Limhamn allerede i 1600-tallet. Bruddet blev drevet af forskellige selskaber som Annetorps Kalkbruk, Skånska Cement og Scancem. Brydningen af kalksten skete i begyndelsen med håndkraft, men ind i 1900-tallet begyndte man at bruge dynamit og maskiner. En smalsporet jernbane med hestetrukne vogne blev opført 1874 for at transportere kalksten til havnen. Skånska Cement fik 1883 tilladelse til at anvende damplokomotiv i stedet for heste. Cementfabrikken i Limhamns havn stod færdig 1889. På grund af støv og naboernes klager gravede man en ca. to km lang tunnel mellem kalkbruddet og cementfabrikken. Tunnelen blev indviet af Tage Erlander i 1968, men det varede kun ti år før cementfremstillingen ophørte, og dermed også behovet for tunnelen. Den sidste sprængning blev foretaget i slutningen af 1980'erne. Brydningen af kalk ophørte dog først i 1994.
I dag ejes kalkbruddet af Malmö kommune efter at Heidelberg Cement overlod kalkbruddet til kommunen. Tidligere havde Heidelberg Cement udstykket og solgt dele af området nærmest kalkbruddet til boligbyggeri. Kalkbruddet blev gjort til et kommunalt naturreservat ved årsskiftet 2010–11.